# Kanton Matheysine-Trièves
Matheysine-Trièves is een kanton van het Franse departement Isère. Het kanton maakt deel uit van het arrondissement Grenoble. Het heeft een oppervlakte van 1260.66 km² en telt 29.370 inwoners in 2018, dat is een dichtheid van 23 inwoners/km².
Het kanton Matheysine-Trièves werd opgericht bij decreet van 18 februari 2014, met uitwerking op 22 maart 2015 en telde 72 gemeenten. 

De voormalige kantons Corps, Monestier-de-Clermont, Clelles, La Mure en Mens zijn er volledig in opgenomen, alsook 9 van de 10 gemeenten van het kanton Valbonnais en 2 gemeenten van het kanton Vizille.

Op 1 januari 2016 werden de gemeenten Cordéac en Saint-Sébastien samengevoegd tot de fusiegemeente (commune nouvelle) Châtel-en-Trièves

Op 1 januari 2019 werden de gemeenten Chantelouve en Le Périer samengevoegd tot de fusiegemeente (commune nouvelle) Chantepérier.

Sindsdien omvat het kanton de volgende 70 gemeenten:
- Ambel
- Avignonet
- Beaufin
- Chantepérier
- Château-Bernard
- Châtel-en-Trièves
- Chichilianne
- Cholonge
- Clelles
- Cognet
- Cornillon-en-Trièves
- Corps
- Les Côtes-de-Corps
- Entraigues
- Gresse-en-Vercors
- Laffrey
- Lalley
- Lavaldens
- Lavars
- Marcieu
- Mayres-Savel
- Mens
- Miribel-Lanchâtre
- Monestier-d'Ambel
- Monestier-de-Clermont
- Le Monestier-du-Percy
- Monteynard
- La Motte-d'Aveillans
- La Motte-Saint-Martin
- La Mure
- Nantes-en-Ratier
- Notre-Dame-de-Vaulx
- Oris-en-Rattier
- Pellafol
- Percy
- Pierre-Châtel
- Ponsonnas
- Prébois
- Prunières
- Quet-en-Beaumont
- Roissard
- Saint-Andéol
- Saint-Arey
- Saint-Baudille-et-Pipet
- Saint-Guillaume
- Saint-Honoré
- Saint-Jean-de-Vaulx
- Saint-Jean-d'Hérans
- Saint-Laurent-en-Beaumont
- Saint-Martin-de-Clelles
- Saint-Martin-de-la-Cluze
- Saint-Maurice-en-Trièves
- Saint-Michel-en-Beaumont
- Saint-Michel-les-Portes
- Saint-Paul-lès-Monestier
- Saint-Pierre-de-Méaroz
- Saint-Théoffrey
- Sainte-Luce
- La Salette-Fallavaux
- La Salle-en-Beaumont
- Siévoz
- Sinard
- Sousville
- Susville
- Treffort
- Tréminis
- Valbonnais
- La Valette
- Valjouffrey
- Villard-Saint-Christophe